# Ashburnham, Massachusetts
Ashburnham är en ort i Worcester County, Massachusetts, USA.